# Dudley Digges
Dudley Digges, född 9 juni 1879 i Dublin, Irland, död 24 oktober 1947 i New York, USA, var en irländsk skådespelare, som medverkade i 40 filmer mellan 1929 och 1946, efter att först ha spelat teater vid Dublin's Abbey Theatre, och senare på Broadway.

## Filmografi (urval)
- 1929 – Condemned
- 1930 – Outward Bound
- 1931 – Falken från Malta
- 1935 – Kapten på Singaporelinjen
- 1939 – Raffles
- 1939 – The Light That Failed
- 1942 – Son of Fury: The Story of Benjamin Blake
- 1946 – The Searching Wind

## Teater

### Roller
| År   | Roll        | Produktion            | Regi           | Teater                             |
| ---- | ----------- | --------------------- | -------------- | ---------------------------------- |
| 1929 | Ramsay Fife | Dynamo Eugene O'Neill | Philip Moeller | Martin Beck Theatre, New York, USA |